# Контрпропаганда
Контрпропага́нда (от лат. contra — против, от лат. propaganda дословно — «подлежащая распространению») — комплекс мер, направленных на борьбу с идеологической пропагандой противника.

## Особенности контрпропаганды
Контрпропаганда подразумевает наличие ранее изученной информации о целевой аудитории, которая определяется сущностью идей, требующих нейтрализации. Благодаря информации о нейтрализуемых идеях, можно довольно точно вычислить дивергентные группы — социальные группы, которые являются явными, или потенциальными, генераторами данных идей.
Для субъектов дивергентных групп создаются такие условия, в которых:
- Затруднительно дальнейшее развитие каких-либо устойчивых идей.
- Отсутствует какой-либо конструктивный обмен идеями между субъектами группы и, в особенности, между субъектами группы и представителями внешних групп.

## Цель контрпропаганды
Целью является дискредитация вражеских идей, разрушение нежелательных информационных сущностей и недопущение их возникновения в будущем.

## Задачи контрпропаганды
- Шизофренизация сознания и привитие фактоориентированного мышления общества. Из-за ускоренных информационных потоков мозг запоминает информацию, но не успевает обдумать и понять её.
- Изоляция девергентных групп от актуальных на данный момент информационных потоков для снижения их идейного влияния на общество. Дивергентные группы утрачивают свое прежнее положение в обществе, а генерируемые ими идеи становятся безвредными для окружающих.

## Целевая аудитория контрпропаганды
- Скептики
- Люди, убедившиеся в порочности системы и ее пропаганды
- Люди, которые проводят большую часть своей жизни вне общественных ограничений (фермеры, дальнобойщики)
- Люди, которые в повседневной жизни часто сталкиваются с явлениями, противоречащими пропаганде равенства (ветеринары и полицейские)

## Эффективная контрпропаганда
Эффективная контрпропаганда включает в себя полный сбор и анализ пропаганды, которой требуется противостоять. Для этого необходимо ответить на следующие вопросы:
1. Кто целевая аудитория?
2. Каких результатов пропагандисты желают добиться?
3. Каких результатов они уже добились?
4. Что из этих сообщений указывает на возможности, слабые места и намерения противника?
5. Какие намеренные или ненамеренные неточности, несоответствия и обманы присутствует в сообщениях, которые мы можем использовать?
6. Какие контраргументы можно выдвинуть, кому и каким образом?

## Наступательная контрпропаганда
Наступательная контрпропаганда построена по принципу асимметрии и действует непредсказуемо для противников, нанося удары на вражеской территории. Она включает показ проблем и трудностей, которые имеются в самой стране.
Основные методы наступательной контрпропаганды:
- «Ловушка» — зазывание противника на то информационное поле, где после по нему будет нанесен удар. Противник попадает в ловушку, сам того не понимая.
- «Перенос неодобрения» — формирование у избирателей негативного отношения к определённому кандидату с помощью демонстрации в СМИ тех групп лиц, которые поддерживают данного кандидата, но вызывают у электората чувства отвращения, страха, неприязни.
- «Перенос негативного образа» — проекция негативных качеств одного человека или какого-либо объекта на другого человека или идею, чтобы подорвать их авторитет, имидж, доверие.
- "Метод «юридической безопасности» — использование слов при предъявлении неточной информации с целью обезопасить себя от судебных преследований. На дополнительные слова люди не обращают внимания на дополнительные слова и информацию воспринимают как проверенную.
- «Общественное неодобрение» — создание визуального неодобрения действий субъекта со стороны общества путем подбора различных высказываний групп влияния, «представителей» различных слоёв населения, соответствующих данных социологических опросов.
- «Имитационная дезинформация» — внесение изменений в пропаганду противника, которые придают ей другое направление и содержание, подрывают к ней доверие, создают отрицательный образ.
- «Пугающие темы и сообщения» — одни из наиболее эффективных способов психологического воздействия на потенциальных избирателей. Целью выступает возможность представить избрание какого-либо кандидата как угрозу для жизни, безопасности и благосостояния граждан.
- «Смещение по семантическому полю» переход из мнения «за» в «против».
- «Контрастная пропаганда» — тенденциозный подбор информации, на фоне которой оценка определённых деталей имиджа принимает нужный оттенок. Такой подбор осуществляется на уровне идей и тем, освещенных в СМИ.
- Использование слухов — анонимность и «не пересекаемость» его тем с темами СМИ. Использование слухов является очень эффективным методом психологического воздействия на избирателей и может значительно усилить те или иные скрытые стереотипы и представления электората.

## Оборонительная контрпропаганда
Оборонительная контрпропаганда является классической контрпропагандой. Основная её цель — противостояние пропаганде противника. Она доносит лживость, неточность, искаженность в подаваемой информации.
Основные методы оборонительной контпропаганды:
- «Прямое опровержение — опровержение тех или иных аспектов пропаганды противника.
- „Игнорирование“ — сознательное игнорирование каких-либо тем пропаганды противника. Негативная тема, остающаяся обсуждаемой, приносит больший ущерб по сравнению с темой, появившейся на короткий промежуток времени. Метод бывает достаточно эффективен, особенно в случае незначительности темы пропаганды врага или недостатка его ресурсов.
- „Отвлекающая пропаганда“ — отвлечение и перенос внимания целевой аудитории с основных тем пропаганды противника на другие темы, которые интересны общественности.
- „Уменьшение значимости темы“ — перенос акцентов на элементы какой-либо темы, обладающие „меньшей негативностью“, кратком затрагивании и „неупоминании“ данной темы.
- „Превентивная пропаганда“ — предупреждающее использование пропагандистской темы, которая может быть использована пропагандой противника — с изменёнными и смягчёнными данными или их составляющими для снижения доверия к теме.
- Использование контрслухов
- Использование эвфемизмов — метод „приклеивания ярлыков“ наоборот. Использование непонятных слов и менее эмоциональных вместо более эмоциональных.
- „Смена приоритетности сообщений“
- „Усиленная выдача информации, не соответствующей истине“
- „Нарушение процессов выдачи информации“

## Критика
В книге „Postjournalist“ Василий Гатов высказывает свое мнение о контрпропаганде в целом:

 Контрпропаганда может принимать самые разные формы, что объясняется прежде всего ее реактивной природой, заведомо критическим настроем по отношению к продвигаемым идеям и задачам, и необходимостью использовать традиционную слабость любой идеологической пропаганды — стремление к росту числа сторонников, а не качества их поддержки. Контрпропаганда почти всегда стремится к тому, чтобы раздробить возникающие крупные аудитории той или иной идеи, внести раскол в образующиеся сообщества, показать и проявить противоречие в пропагандируемой идее.
Также Василий упоминает о пропаганде и контрпропаганде в обществе:

 С того момента, как возможна хоть какая-то медиатизированная передача/пропаганда идей, отличных от тоталитарной, „закрытой“ — и до того момента, когда такая идея обратно возобладала и запретила публичное существование остальных — на любое идеологическое действие всегда возникнет противодействие. В более открытом обществе закон и симпатии, скорее, окажутся на стороне меньшинства (ведет ли оно само пропаганду своих идей или методами контр-пропаганды борется с доминирующей идеологией). В более закрытом (или закрывающемся) обществе меньшинство, наоборот, будет, скорее всего, гонимо и преследуемо как за пропаганду собственных идей, так и за сопротивление пропагандистским усилиям большинства.